# KkStB 262 sorozat
A kkStB 61 sorozat egy szertartályosgőzmozdony-sorozat volt az osztrák cs. kir. Államvasutaknál (k.k. österreichische Staatsbahnen, kkStB), amely mozdonyokat eredetileg az Österreichische Nordwestbahn (ÖNWB) szerzett be a Lokalbahn Melnik–Mscheno számára.

## Története
1897-ben a Lokalbahn Melnik–Mscheno számára két háromcsatlós mozdonyt szállított a Krauss/Linz. Az Első Cseh- Morva Gépgyár 1903-ban egy további mozdonyt épített, ám az nehezebb volt elődeinél. A vasúttársaság beszámozta őket 1M-3M pályaszámokra és ezen felül el is nevezte őket: MĚLNÍK, MŠENO és LABE nevekre.
A kkStB az államosításkor a mozdonyokat a 262 sorozatba osztotta és a 01-03 pályaszámokat adta nekik.
Az első világháború után a mozdonyok a Csehszlovák Államvasutakhoz kerültek a ČSD 311.4 sorozatba és ott 1937-ig selejtezték őket.

## Fordítás
Ez a szócikk részben vagy egészben  a   kkStB 262 című német Wikipédia-szócikk fordításán alapul.  Az eredeti cikk szerkesztőit annak laptörténete sorolja fel. Ez a jelzés csupán a megfogalmazás eredetét és a szerzői jogokat jelzi, nem szolgál a cikkben szereplő információk forrásmegjelöléseként.